# Матеус Клементе
Матеус дос Сантос Клементе (на португалски: Matheus dos Santos Clemente) е португалски футболист, който играе на поста централен полузащитник. Състезател на Акритас Хлорака.

## Кариера
На 28 август 2019 г. Клементе подписва с Фамаликао. Дебютира на 18 септември 2020 г. при загубата с 1:5 като домакин на Бенфика. 
На 8 август 2021 г. Матеус преминава във Фелгейраш.

### Черно море
На 7 юни 2022 г. португалецът е обявен за ново попълнение на Черно море. Прави дебюта си на 10 юли при победата с 0:1 като гост на Локомотив (София).